# Чойр

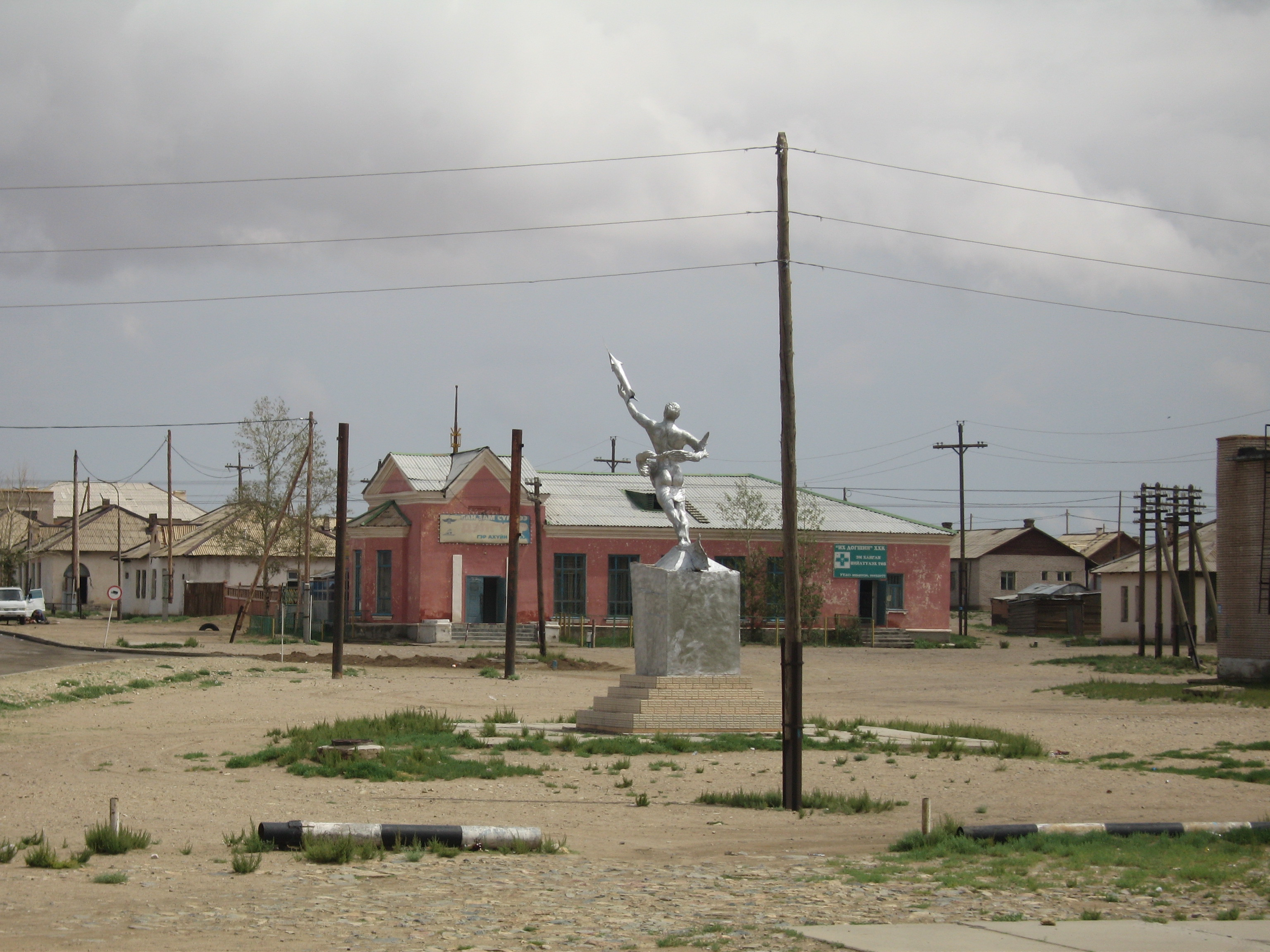
Пам'ятник Жугдердемідійну Гуррагча

Чойр (монг. Чойр) — місто в Монголії, адміністративний центр аймаку Говь-Сумбер та сомону Сумбер. Це найменший за кількістю населення аймачний центр Монголії.

## Розташування
Чойр розташований на північному кордоні напівпустелі та степу у рівнинній місцевості на висоті 1269 метрів над рівнем моря. Висота найбільших гір у декількох кілометрах на захід і схід не перевищує 1700 метрів. Найбільші з них — Їх-Сансар-Обо (1682 м), Оцол-Ула (1695 м) і Мунх (1229 м). В околицях міста, у тому числі і в межах міста, лежить безліч невеликих безстічних місцями заболочених озер.
Home

### Клімат
Місто знаходиться у зоні, котра характеризується кліматом тропічних степів. Найтепліший місяць — липень із середньою температурою 17.8 °C (64 °F). Найхолодніший місяць — січень, із середньою температурою -20.6 °С (-5 °F).
| Клімат Чойра            | Клімат Чойра | Клімат Чойра | Клімат Чойра | Клімат Чойра | Клімат Чойра | Клімат Чойра | Клімат Чойра | Клімат Чойра | Клімат Чойра | Клімат Чойра | Клімат Чойра | Клімат Чойра | Клімат Чойра |
| Показник                | Січ.         | Лют.         | Бер.         | Квіт.        | Трав.        | Черв.        | Лип.         | Серп.        | Вер.         | Жовт.        | Лист.        | Груд.        | Рік          |
| Абсолютний максимум, °C | 0            | 7            | 16           | 26           | 30           | 36           | 32           | 33           | 33           | 22           | 12           | 1            | 36           |
| Середній максимум, °C   | −15          | −8           | 0            | 10           | 17           | 22           | 23           | 23           | 16           | 8            | −3           | −12          | 6            |
| Середня температура, °C | −20          | −15          | −6           | 3            | 9            | 15           | 17           | 17           | 9            | 1            | −9           | −17          | 3            |
| Середній мінімум, °C    | −26          | −22          | −13          | −4           | 2            | 9            | 12           | 11           | 3            | −5           | −16          | −22          | −6           |
| Абсолютний мінімум, °C  | −42          | −37          | −31          | −18          | −12          | −2           | −2           | 1            | −7           | 0            | −27          | −36          | −42          |
| Норма опадів, мм        | 0            | 0            | 0            | 0            | 0            | 40           | 60           | 40           | 10           | 0            | 0            | 0            | 200          |
| Днів з дощем            | 0            | 0            | 0            | 0            | 1            | 2            | 5            | 3            | 1            | 0            | 0            | 0            | 15           |
| Вологість повітря, %    | 68           | 67           | 47           | 40           | 38           | 46           | 60           | 61           | 55           | 51           | 64           | 71           | 56           |
| ----------------------- | ------------ | ------------ | ------------ | ------------ | ------------ | ------------ | ------------ | ------------ | ------------ | ------------ | ------------ | ------------ | ------------ |
| Джерело: Weatherbase    |              |              |              |              |              |              |              |              |              |              |              |              |              |

## Населення
Населення Чойра у 1979 році становило 4500 чоловік, 2002 року вже 7588 (9207 із сільськими частинами сомону Сумбер), а у 2010 році оцінювалось в 11000.

## Транспорт

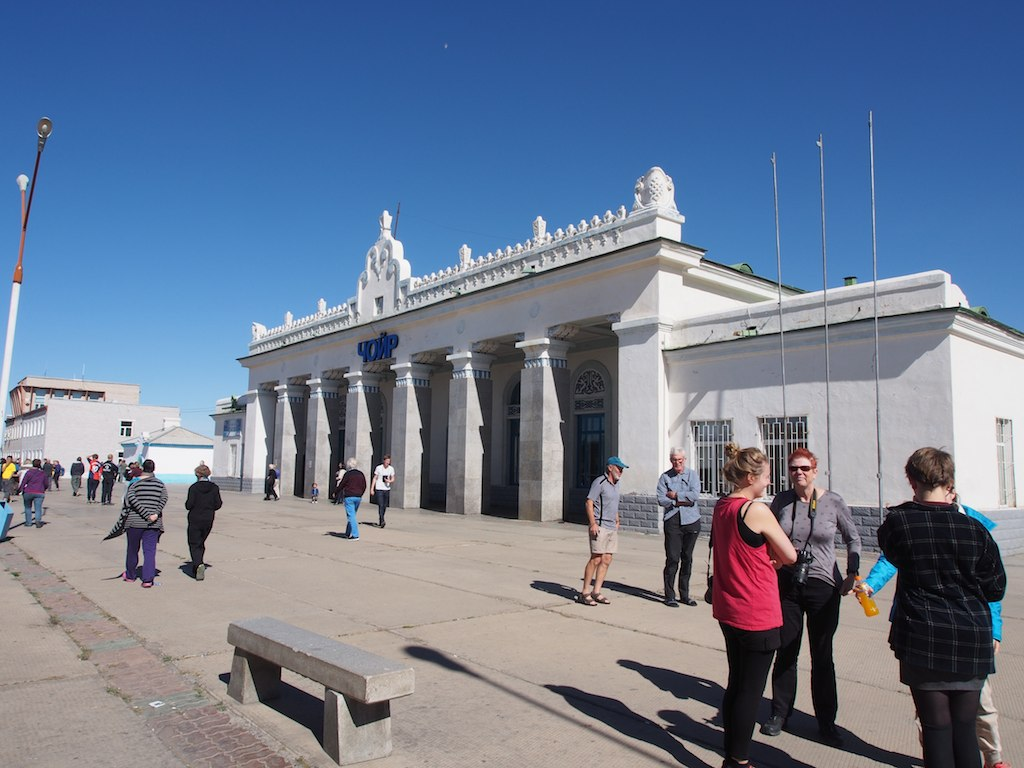
Залізничний вокзал у Чойрі

У місті Чойр є залізнична станція, на якій здійснює проміжну зупинку (20 хв) потяг Москва — Пекін.

## Військовий аеродром
1971 року у радянському військовому контингенті, який був розташований у Монгольській Народній Республіці з’явились винищувальні полки, зокрема на аеродроми Маньт та Чойр були перекинуті 104-й та 126-й винищувальні полки, на озброєнні яких знаходились МіГ-21ПФМ, а з червня 1973 МіГ-23М. Ці полки входили до складу 246-ї винищувальної авіадивізії із штабом у Чойрі. Аеродром знаходився на відстані 24 кілометри на північ від міста. Радянські війська вивели звідси у 1992 році. Після виводу військ житлове містечко було розграбоване. Сам аеродром більш-менш зберігся, оскільки зразу був узятий під охорону. Зараз аеродром належить ВПС Монголії, Злітна смуга знаходиться в доброму стані, за деякими оцінками — одна з найкращих у Монголії.
Поруч з аеропортом зберігся пам’ятник літаку МіГ-21. Житлове містечко поступово відновлюється.